# Donaubrasem

Donaubrasem in Danubius Pannonico-Mysicus van Marsigli in 1726

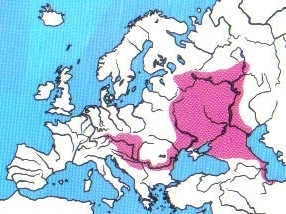

Donaubrasem (Ballerus sapa) is een soort uit de familie van de eigenlijke karpers (Cyprinidae).

## Verspreiding
Het oorspronkelijke verspreidingsgebied van de donaubrasem omvat de stoomgebieden van de Donau, Dnjestr, Dnjepr, Zuidelijke Boeg, Don, Koeban, Wolga, Kama, Wjatka, Oeral en de Terek, uitmondend in de Zwarte Zee en de Kaspische Zee. Tegenwoordig komt de soort ook voor in het stroomgebied van de Rijn en de Maas, door de aanleg van het Main-Donaukanaal dat de Donau met de Rijn verbindt.